# FIA WTCC kínai nagydíj
A FIA WTCC kínai nagydíjat a Shanghai Tianma Circuit-en rendezték meg Sanghaj Songjiang kerületében, Kínában. A verseny a 2011-es túraautó-világbajnokság 11. futamaként debütált. 2012-től a Shanghai International Circuiten kerül megrendezésre a verseny.

## Futamgyőztesek
| Év   | V. | Versenyző        | Gyártó    | Helyszín | Összefoglaló |
| ---- | -- | ---------------- | --------- | -------- | ------------ |
| 2016 | 1  | Thed Björk       | Volvo     | Sanghaj  | Összefoglaló |
| 2016 | 2  | José María López | Citroën   | Sanghaj  | Összefoglaló |
| 2015 | 1  | José María López | Citroën   | Sanghaj  | Összefoglaló |
| 2015 | 2  | Yvan Muller      | Citroën   | Sanghaj  | Összefoglaló |
| 2014 | 1  | José María López | Citroën   | Sanghaj  | Összefoglaló |
| 2014 | 2  | Mehdi Bennani    | Honda     | Sanghaj  | Összefoglaló |
| 2014 | 1  | Tom Chilton      | Chevrolet | Peking   | Összefoglaló |
| 2014 | 2  | Robert Huff      | Lada      | Peking   | Összefoglaló |
| 2013 | 1  | Tom Chilton      | Chevrolet | Sanghaj  | Összefoglaló |
| 2013 | 2  | Tiago Monteiro   | Honda     | Sanghaj  | Összefoglaló |
| 2012 | 1  | Alain Menu       | Chevrolet | Sanghaj  | Összefoglaló |
| 2012 | 2  | Robert Huff      | Chevrolet | Sanghaj  | Összefoglaló |
| 2011 | 1  | Alain Menu       | Chevrolet | Sanghaj  | Összefoglaló |
| 2011 | 2  | Yvan Muller      | Chevrolet | Sanghaj  | Összefoglaló |